# Andrés Palop
Andrés Palop Cervera (Valência, 22 de Outubro de 1973) é um ex-futebolista espanhol. Ele foi reserva de Santiago Cañizares no Valencia durante alguns anos e jogou também pelo Villarreal e Sevila.
Em 15 de Março de 2007, ele marcou o gol de empate do Sevilla nos acréscimos de um jogo da Copa da UEFA contra o Shakhtar Donetsk, forçando a prorrogação. O Sevilla venceu por 3-2 na prorrogação e avançou para a fase seguinte. Palop teve um papel fundamental na final da Copa da UEFA 2006-07 contra o Espanyol defendendo 3 das 4 cobranças de pênaltis.
Já veterano, em 2008 recebeu pela primeira vez a convocação para defender a Seleção Espanhola, já na Eurocopa 2008. 

## Títulos
Valencia
- La Liga: 2001–02,  2003–04
- Copa da UEFA: 2003–04
- Supercopa da UEFA: 2004

Sevilla
- Copa do Rei: 2006–07, 2009–10
- Supercopa da Espanha: 2007
- Copa da UEFA: 2005–06, 2006–07
- Supercopa da UEFA: 2006

Espanha
- Campeonato Europeu da UEFA: 2008